# Renegade Kid
Renegade Kid était une société de développement de jeux vidéo fondée au début de 2007 par Jools Watsham et Gregg Hargrove, qui développent tous deux des jeux vidéo depuis plus de 14 ans et ont contribué à plus de 20 titres. Ils sont surtout connus pour Dementium : L'Asile, un jeu vidéo sorti sur Nintendo DS.
L'équipe de développement a également conçu Moon sur Nintendo DS, qui utilise le même moteur que Dementium : L'Asile. La suite de ce dernier jeu, Dementium II, est sortie en 2010.
Le 29 août 2016, Renegade Kid ferme ses portes. Deux nouveaux petits studios ouvrent : Atooi et Infinitizmo.

## Jeux  développés
- Dementium : L'Asile (2007, Nintendo DS)
- Moon (2009, Nintendo DS)
- Dementium II (2010, Nintendo DS)
- ATV Wild Ride (2011, Nintendo DS)
- Face Racers: Photo Finish (2011, Nintendo 3DS)
- Mutant Mudds (2012, iOS, Windows, Nintendo 3DS)
- Bomb Monkey (2012, Nintendo 3DS)
- Planet Crashers (2012, Nintendo 3DS)
- ATV Wild Ride 3D (2013, Nintendo 3DS)
- Mutant Mudds Deluxe (2013, iOS, Windows, Nintendo Switch, PlayStation 3, PlayStation 4, PlayStation Vita, Wii U)
- Moon Chronicles (2014, Nintendo 3DS)
- Xeodrifter (2014, Windows, Nintendo 3DS, Nintendo Switch, PlayStation 4, PlayStation Vita, Wii U)
- Dementium Remastered (2015, Nintendo 3DS)
- Mutant Mudds Super Challenge (2016, Windows, Nintendo 3DS, Nintendo Switch, PlayStation 4, PlayStation Vita, Wii U)
- ATV Renegades (2017, PlayStation 4, Xbox One)

### Jeux annulés
- Moon (2008, Game Boy Color)
- Son of the Dragon (2009, Wii)[2]
- Crash Landed (2010, Nintendo DS)
- Maximillian and the Rise of the Mutant Mudds (2011, Nintendo DS)
- Cult County (Nintendo 3DS, 2014)
- Razor Global Domination Pro Tour (2016)

## Moteur graphique

### Nintendo DS
Le moteur graphique fait maison par le studio n'est pas baptisé.
Le moteur a été salué pour ses performances sur la petite Nintendo DS notamment dans la série Démentium.
Peu de choses aussi bien rendue sur DS n'avaient été faite aussi bien depuis la sortie de la console.

#### Liste des jeux utilisant le moteur
- Dementium
- Moon
- Dementium II
- ATV Wildride

### Nintendo 3DS
Le moteur graphique a littéralement changé sur 3DS.
En effet, Bob Yves, directeur technique, a codé un tout nouveau moteur graphique pour la dernière portable de Nintendo.

#### Liste des jeux utilisant le moteur
- ATV Wildride 3D
- Face Racer Photo Finish
- Planet Crashers 3D